# 略最低低潮面
略最低低潮面（ほぼさいていていちょうめん、英語: Nearly Lowest Low-water Level、N.L.L.W.L）とは、これより低くはならないと想定されるおよその潮位面である。厳密な定義があるが大まかに言って、大潮の中でもかなり干満の差が大きいときの、干潮の潮位面である。

## 定義
起潮力の大きい主要4分潮の振幅（平均からの最大変移）の合計を、観測により決定した平均水面から減じた潮位である。
| 順位    | 分潮 | 名称           | 振幅      | 周期         | 要因         |
| ------- | ---- | -------------- | --------- | ------------ | ------------ |
| 1       | M2   | 主太陰半日周潮 | 24.409 cm | 0.5175251 日 | 月の潮汐力   |
| 2       | K1   | 日月合成日周潮 | 14.245 cm | 0.9972695 日 |              |
| 3       | S2   | 主太陽半日周潮 | 11.456 cm | 0.5000000 日 | 太陽の潮汐力 |
| 4       | O1   | 主太陰日周潮   | 10.128 cm | 1.0758059 日 |              |
| 5[参考] | P1   |                | 04.714 cm | 1.0027455 日 |              |

この表の振幅は、剛体地球のものである。実際の潮位の振幅は、大まかにはこれに比例するが、緯度や地形や経年変化により、実際の比率はさまざまである。

## 利用
海図に示される水深はこの略最低低潮面を基準面としている。また、領海や排他的経済水域は潮位が略最低低潮面にあるときの水陸の境界、すなわち低潮線（low-water line; 国連海洋法条約第5条）を基線とする。略最低低潮面は各地の験潮所の観測データをもとに決定される。
略最低低潮面に対して、満潮時などにこれより高くならないと想定される潮位を「略最高高潮面（ほぼさいこうこうちょうめん）」と呼び、地形図上の海岸線はこの略最高高潮面における水涯線で規定するほか、橋桁や送電線など水面上の構造物の最低の高さを示す際の基準面としても用いられる。地形図においてこの中間に属する領域は、干潟または隠顕岩として表示される。日本の2万5千分の1地形図で描画される隠顕岩は、「満潮時に海面下、干潮時に海面上にあり、地形図上で1.5mm×1.5mm以上になるもの」と「地形図上では1.5mm×1.5mmを下回るが、好目標となるもの」と規定されている。